# Josip Drmić
Josip Drmić (* 8. srpna 1992 Lachen) je švýcarský profesionální fotbalista chorvatského původu, který hraje na pozici útočníka za chorvatský klub GNK Dinamo Záhřeb. Mezi lety 2012 a 2019 odehrál také 35 utkání v dresu švýcarské reprezentace, ve kterých vstřelil 10 branek.
Je účastníkem Mistrovství světa 2014 v Brazílii a Mistrovství světa 2018 v Rusku.

## Klubová kariéra
Drmić začal ve Švýcarsku s fotbalem v klubu FC Zürich. V červenci 2013 přestoupil za 2,2 milionu eur do FC Basilej, kde podepsal čtyřletou smlouvu. Zde nastřílel ve své první sezoně 17 gólů. Po sezoně 2013/14 však klub sestoupil z 1. německé Bundesligy a Drmić měl ambice zůstat v nejvyšší lize. Odešel tedy do jiného německého týmu Bayer 04 Leverkusen, kde podepsal pětiletý kontrakt do roku 2019.
V létě 2015 přestoupil do jiného německého bundesligového týmu Borussia Mönchengladbach.

## Reprezentační kariéra
Josip Drmić reprezentoval i Švýcarsko v mládežnických kategoriích U18, U19, U21. Hrál i ve výběru U23 na Letních olympijských hrách v Londýně, kde Švýcaři nepostoupili ze základní skupiny B.
Svůj debut za A-mužstvo Švýcarska absolvoval 11. září 2012 proti Albánii (výhra 2:0).
Německý trenér Švýcarska Ottmar Hitzfeld jej nominoval na Mistrovství světa 2014 v Brazílii. Švýcaři se se 6 body kvalifikovali z druhého místa základní skupiny E do osmifinále proti Argentině, které podlehli 0:1 po prodloužení a z turnaje byli vyřazeni.